# 毛汝乾
毛汝乾（1470年—？年），字貞夫，南直隶常州府武進縣人，民籍。

## 生平
治《詩經》，行五，由府學生中式甲子科（1504年）應天府鄉試第二十九名舉人，年三十九歲中式正德三年（1508年）戊辰科會試第一百十五名，第三甲第一百六十七名進士。四年闰九月选授南京江西道监察御史。

## 家族
曾祖毛升。祖父毛靖，阴阳学正术、赠工部员外郎。父毛珵，知府。母高氏，封宜人；继母刘氏、鲜氏。慈侍下。兄汝金，阴阳正术；汝奎，义官；汝阳，义官；汝参；弟汝泰、汝元。